# Vasas-Belvárdi-vízfolyás
A Vasas-Belvárdi-vízfolyás Hirden ered, Baranya vármegyében. A patak forrásától kezdve délkeleti, majd déli irányban halad, Borjádig, ahol beletorkollik a Karasica-patakba.
A vízfolyás szállítja el a Magyarsarlósnál beletorkolló Nagykozári-patak és a Hásságyi-tónál keletről beömlő Ellendi-patak vizét. 
A Vasas-Belvárdi-vízfolyás vízgazdálkodási szempontból az Alsó-Duna jobb part Vízgyűjtő-tervezési alegység működési területéhez tartozik.

## Part menti települések
- Hird
- Bogád
- Romonya
- Ellend
- Magyarsarlós
- Hásságy
- Olasz
- Belvárdgyula
- Borjád